# Lasiopsylla mira
Lasiopsylla mira är en insektsart som först beskrevs av Crawford 1914.  Lasiopsylla mira ingår i släktet Lasiopsylla och familjen rundbladloppor. Inga underarter finns listade i Catalogue of Life.